# برهما سوترا
برهما سوترا (سانسکریت: ब्रह्मसूत्राणि)، همچنین با عنوان‌های ودانتا سوترا (به سانسکریت: वेदान्त सूत्र)، شریراکا سوترا، و بهیکشو سوترا، نیز شناخته می‌شود؛ یک متن سانسکریت است که ایده‌ها و شیوه‌های اوپانیشادی را ترکیب و هماهنگ می‌کند. متن را به حکیمان بادارایانا و ویاسه نسبت می‌دهند، اما احتمالاً انباشته‌ای از اضافات و تغییرات تدریجی است که در ۴۰۰–۴۵۰ بعد از میلاد، توسط نویسندگان مختلف، به‌شکل امروزی آن تکمیل شده‌است. قدیمی‌ترین نسخه ممکن است بین ۵۰۰ قبل از میلاد و ۲۰۰ قبل از میلاد ساخته شده باشد، که ۲۰۰ قبل از میلاد محتمل‌ترین تاریخ است.
سوتراهای برهما مشتمل بر ۵۵۵ آیه قصیده در چهار فصل، برای دستیابی به دانش برهمن است. با فرض این‌که اوپانیشادها مکاشفه‌های خطاناپذیری هستند که همان واقعیت متافیزیکی، برهمن را توصیف می‌کنند، که نمی‌تواند برای افراد مختلف متفاوت باشد، متن تلاش می‌کند تا ویدیاهای (دانش‌ها) متنوع و گاه به‌ظاهر متضاد را ترکیب و هماهنگ کند.

## یادداشت
1. ↑  از «ودانتا» که در لغت به‌معنای «هدف نهایی» است.[۲]
2. ↑  «شریراکا» به‌معنای «آنچه در بدن (شریرا) زندگی می‌کند، یا خود، روح است.» مثلاً در آثار آدی شانکارا.[۳]
3. ↑  که در لغت به‌معنای «سوترها برای راهبان یا منادیان» است.[۴]
4. ↑  [۵] «... می‌توانیم فرض کنیم که ۴۰۰–۴۵۰ دوره‌ای است که در طی آن برهما سوترا به‌شکل موجود خود جمع‌آوری شده‌است.»